# Carlos "Morocho" Hernández
Carlos Enrique Hernández Ramos, llamado el "Morocho" o "Kid Helicoide" (Caracas, 22 de abril de 1940-Ibídem, 2 de julio de 2016), era considerado el boxeador venezolano más completo de todos los tiempos. Tenía un boxeo elegante, fina técnica y una pegada demoledora. Fue campeón mundial en la categoría de peso wélter junior.

## Historia
Carlos Enrique Hernández nació el 22 de abril de 1940, en la populosa parroquia La Pastora de Caracas. Por la peculiaridad de ser morocho(morocho en Venezuela equivale a mellizo o gemelo), fue identificado durante la mayor parte de su carrera con ese apodo, pero también se le conoció como Kid Helicoide. Sus primeros golpes en el boxeo los dio a la tierna edad de 15 años, obteniendo los títulos de Campeón del Distrito Federal y de Monarca Nacional de Peso Pluma. En su primera incursión internacional, en el II Campeonato Mundial de Boxeo Aficionado realizado en México, consiguió el “Cinturón de Diamante”.
También fue monarca Centroamericano y del Caribe, y a lo largo de 25 combates no conoció derrota. Al concluir su destacada actuación en el boxeo amateur, se aventura a probar suerte en el boxeo profesional, un campo más lucrativo y de gran proyección para este novel boxeador.
El “Morocho” dio el salto al boxeo profesional bajo la tutela de Juancho Medina. Su debut se produjo el 25 de enero de 1959, en el Nuevo Circo de Caracas, frente a Félix Gil, en el peso pluma. En memorable combate con el campeón Mundial Davey Moore en el Nuevo Circo de Caracas, vence por Knock out (KO) fracturándole la mandíbula.

## Campeonato Mundialwélter junior
El 18 de enero de 1965, Carlos “Morocho” Hernández gana el cetro wélter junior, frente al estadounidense Eddie Perkins, otorgándole a Venezuela su primer campeón mundial. Luego de su consagración defendió el título en tres ocasiones y lo perdió contra Sandro Lopopolo, con la ciudad de Roma como escenario.

## Carlos Hernández vs Nicolino Locche
El 3 de mayo de 1969 en el Estadio Luna Park de Buenos Aires, Argentina,  Nicolino Locche defendía su título de peso wélter ligero de la AMB contra Carlos Hernández, quien estaba en busca de coronarse por segunda vez campeón mundial. Nicolino Locche tenía un récord de 91-2-14, y en la pelea hizo gala de su apodo "El intocable" demostrando una gran exhibición ante el venezolano, sin embargo este lograría ponerlo en la lona en el tercer asalto siendo uno de los pocos que lograron conectarle a Locche de manera contundente. Pero a pesar de los esfuerzos de Hernández por noquearlo este terminó perdiendo por decisión unánime. Tiempo después Nicolino Locche confirmó que Carlos Hernández había sido una de las personas que más duro lo habían golpeado en toda su carrera.

## Última derrota y retiro
Después de una carrera minada de éxitos y excesos, Carlos “Morocho” Hernández conoció el fin y la derrota cuando se midió en Londres, el 11 de mayo de 1971, con el escocés Ken Buchanan, ante quien cayó por nocaut técnico en el 8º asalto. Ese día terminó la carrera de uno de los hombres más virtuosos sobre el ring que ha tenido la historia del boxeo nacional e internacional.
Frente a los guantes de Hernández pasaron boxeadores de la talla de Douglas Vaillant, Davey Moore, Vicente Rivas,  Lenny Mathews, Carlos Teo Cruz, Paolo Rossi, Ismael Laguna, Kenny Lane (3 combates), Nicolino Locche, Angel "Mantequilla" Nápoles, Joe Brown y Bunny Grant.

## Récord profesional
| 60 Ganadas (44 KOs), 12 Derrotas,4 Empates |         |                           |                           |            |            |                                                       | |
| Res.                                       | Record  | Oponente                  | Tipo                      | Rd. Tiempo | Datos      | Localidad                                             | Notas |
| D                                          | 60-12-4 | Ken Buchanan              | TKO                       | 8 (10)     | 05-11-1970 | Empire Pool, Reino Unido                              | Última Derrota profesional                                                                                |
| D                                          | 60-11-4 | Gerardo Ferrat            | PTS                       | 10         | 02-10-1970 | Caracas, Venezuela                                    | Undécima derrota Profesional                                                                              |
| G                                          | 60-10-4 | Jaguar Kakizawa           | PTS                       | 10         | 15-06-1970 | Caracas, Venezuela                                    | |
| G                                          | 59-10-4 | Lloyd Marshall            | TKO                       | 4 (10)     | 17-04-1970 | Caracas, Venezuela                                    | |
| G                                          | 58-10-4 | Raimundo Dias             | TKO                       | 9 (10)     | 19-12-1969 | Caracas, Venezuela                                    | |
| G                                          | 57-10-4 | George Foster             | KO                        | 1 (10)     | 08-12-1969 | Caracas, Venezuela                                    | |
| G                                          | 56-10-4 | Eugenio Espinoza          | PTS                       | 10         | 10-10-1969 | Caracas, Venezuela                                    | |
| G                                          | 55-10-4 | José Luis Cruz            | TKO                       | 3 (10)     | 27-07-1969 | Caracas, Venezuela                                    | |
| G                                          | 54-10-4 | Chucho Almazan            | TKO                       | 3 (10)     | 15-07-1969 | Maracaibo, Venezuela                                  | |
| D                                          | 53-10-4 | Nicolino Locche           | UD                        | 15         | 03-05-1969 | Estadio Luna Park, Buenos Aires                       | Pelea por el título mundial AMB en Peso superligero (Décima derrota profesional)                          |
| G                                          | 53-9-4  | Alfredo Urbina            | TKO                       | 2 (10)     | 31-03-1969 | Maracaibo, Venezuela                                  | |
| G                                          | 52-9-4  | Grady Ponder              | KO                        | 6 (10)     | 27-01-1969 | Nuevo Circo de Caracas, Venezuela                     | |
| G                                          | 51-9-4  | Ray Adigun                | TKO                       | 6 (10)     | 20-12-1968 | Nuevo Circo de Caracas, Venezuela                     | |
| G                                          | 50-9-4  | German Gastelbondo        | KO                        | 6 (10)     | 25-11-1968 | Nuevo Circo de Caracas, Venezuela                     | |
| G                                          | 49-9-4  | Herbert Lee               | TKO                       | 7 (10)     | 06-10-1968 | Nuevo Circo de Caracas, Venezuela                     | |
| G                                          | 48-9-4  | Agustín Chávez            | KO                        | 5 (10)     | 16-08-1968 | Caracas, Venezuela                                    | |
| G                                          | 47-9-4  | Eduardo Moreno            | TKO                       | 5 (10)     | 05-07-1968 | Caracas, Venezuela                                    | |
| G                                          | 46-9-4  | Johnny Brooks             | PTS                       | 10         | 01-04-1968 | Caracas, Venezuela                                    | |
| G                                          | 45-9-4  | Curly Aguirre             | KO                        | 2 (10)     | 06-02-1968 | Caracas, Venezuela                                    | |
| D                                          | 44-9-4  | Curly Aguirre             | KO                        | 1 (10)     | 06-11-1967 | Nuevo Circo de Caracas, Venezuela                     | Novena derrota profesional                                                                                |
| G                                          | 44-8-4  | Curly Aguirre             | KO                        | 4 (10)     | 29-09-1967 | Caracas, Venezuela                                    | |
| E                                          | 43–8–4  | Alfredo Urbina            | Decisión                  | 10         | 02-09-1967 | Nuevo Circo de Caracas, Venezuela                     | |
| G                                          | 43-8-3  | Daniel Guanin             | KO                        | 2 (10)     | 10-06-1967 | Caracas, Venezuela                                    | |
| G                                          | 42-8-3  | Lennox Beckles            | KO                        | 4 (10)     | 20-01-1967 | San Cristóbal, Venezuela                              | |
| D                                          | 41-8-3  | Langston Carl Morgan      | KO                        | 4 (10)     | 13-12-1966 | Maracaibo, Venezuela                                  | Octava derrota profesional                                                                                |
| G                                          | 41-7-3  | Langston Carl Morgan      | TKO                       | 2 (10)     | 22-11-1966 | Maracaibo, Venezuela                                  | |
| G                                          | 40-7-3  | Stanley Campbell          | TKO                       | 3 (10)     | 01-10-1966 | Estadio Hiram Bithorn, San Juan, Puerto Rico          | |
| D                                          | 39-7-3  | Vicente Milan Derado      | UD                        | 10         | 09-07-1966 | Estadio Hiram Bithorn, San Juan, Puerto Rico          | Séptima Derrota Profesional                                                                               |
| D                                          | 39-6-3  | Sandro Lopopolo           | MD (Decisión Mayoritaria) | 15         | 29-04-1966 | Palazzetto dello Sport, Roma, Italia                  | Pierde los títulos mundiales CMB y AMB en Peso superligero (Peso wélter ligero Sexta derrota profesional) |
| D                                          | 39-5-3  | Ismael Laguna             | TKO                       | 8 (10)     | 19-02-1966 | Ciudad de Panamá, Panamá                              | Pela sin título Mundial en juego (Quinta derrota profesional)                                             |
| G                                          | 39-4-3  | Humberto Trottman         | KO                        | 2 (10)     | 05-02-1966 | Ciudad de Panamá, Panamá                              | |
| G                                          | 38-4-3  | Percival Hayles           | KO                        | 3 (15)     | 10-07-1965 | Kingston, Jamaica                                     | Retiene los títulos mundiales CMB y AMB en Peso superligero (Peso wélter ligero)                          |
| G                                          | 37-4-3  | Mario Rossito             | TKO                       | 4 (15)     | 15-05-1965 | Estadio Alejandro Borges, Maracaibo, Venezuela        | Retiene los títulos mundiales CMB y AMB en Peso superligero (Peso wélter ligero)                          |
| G                                          | 36-4-3  | Eddie Perkins             | Decisión (Dividida)       | 15         | 18-01-1965 | Nuevo Circo de Caracas, Venezuela                     | Gana los títulos mundiales CMB y AMB en Peso superligero (Peso wélter ligero)                             |
| G                                          | 35-4-3  | Kenny Lane                | TKO                       | 2 (10)     | 05-10-1964 | Estadio Luis Aparicio, Venezuela                      | |
| D                                          | 34-4-3  | José Napoles              | TKO                       | 7 (10)     | 22-06-1964 | Nuevo Circo de Caracas, Venezuela                     | Cuarta derrota Profesional (Primer Nocaut)                                                                |
| G                                          | 34-3-3  | Carlos Cruz               | TKO                       | 2 (10)     | 01-06-1964 | Caracas, Venezuela                                    | |
| G                                          | 33-3-3  | Joe Brown                 | KO                        | 3 (10)     | 11-11-1963 | Maracaibo, Venezuela                                  | |
| G                                          | 32-3-3  | Bunny Grant               | TKO                       | 2 (10)     | 27-05-1963 | Caracas, Venezuela                                    | |
| G                                          | 31-3-3  | Rafael Luna               | KO                        | 3 (10)     | 13-04-1963 | San Cristóbal, Venezuela                              | |
| G                                          | 30-3-3  | Isidro Rodríguez          | KO                        | 3 (10)     | 3-01-1963  | Ciudad Bolívar, Venezuela                             | |
| G                                          | 29-3-3  | Eloy Henry                | KO                        | 2 (10)     | 21-12-1962 | Nuevo Circo de Caracas, Venezuela                     | |
| D                                          | 28-3-3  | Paul Armstead             | UD                        | 10         | 26-11-1962 | Nuevo Circo de Caracas, Venezuela                     | Tercera derrota profesional                                                                               |
| G                                          | 28-2-3  | Doug Vaillant             | UD                        | 10         | 17-09-1962 | Caracas, Venezuela                                    | |
| D                                          | 27-2-3  | Kenny Lane                | UD                        | 10         | 14-07-1962 | Madison Square Garden, Nueva York, EE. UU.            | Segunda derrota profesional                                                                               |
| G                                          | 27-1-3  | Paolo Rosi                | TKO                       | 1 (10)     | 16-06-1962 | Madison Square Garden, Nueva York, EE. UU.            | |
| G                                          | 26-1-3  | Gene Gresham              | PTS                       | 10         | 21-05-1962 | Caracas, Venezuela                                    | |
| G                                          | 25-1-3  | Doug Vaillant             | PTS                       | 10         | 31-03-1962 | Caracas, Venezuela                                    | |
| G                                          | 24-1-3  | Tito Marshall             | KO                        | 7 (10)     | 05-02-1962 | Caracas, Venezuela                                    | |
| G                                          | 23-1-3  | Alfredo Urbina            | UD                        | 10         | 11-12-1961 | Filadelfia, Pensilvania, EE. UU.                      | |
| G                                          | 22-1-3  | Jethro Cason              | UD                        | 10         | 02-11-1961 | Alhambra A.C., Filadelfia, Pensilvania, EE. UU.       | |
| G                                          | 21-1-3  | Sebastiao Nascimento      | KO                        | 6 (10)     | 19-08-1961 | Estadio Universitario, Venezuela                      | |
| D                                          | 20-1-3  | Eddie Perkins             | PTS                       | 10         | 12-06-1961 | Caracas, Venezuela                                    | Primera de Las dos peleas contra Eddie Perkins (Primera derrota Profesional)                              |
| G                                          | 20-0-3  | Len Matthews              | PTS                       | 10         | 27-03-1961 | Caracas, Venezuela                                    | |
| E                                          | 19–0–3  | Kenny Lane                | Decisión (mayoría)        | 10         | 20-02-1961 | Caracas, Venezuela                                    | |
| G                                          | 19-0-2  | Angel Robinson Garcia     | PTS                       | 10         | 31-10-1960 | Caracas, Venezuela                                    | |
| G                                          | 18-0-2  | Angel Robinson García     | UD                        | 10         | 18-10-1960 | Caracas, Venezuela                                    | |
| G                                          | 17-0-2  | Boby Ros                  | TKO                       | 6 (10)     | 31-08-1960 | Nuevo Circo de Caracas, Venezuela                     | |
| G                                          | 16-0-2  | Vicente Rivas             | KO                        | 8 (12)     | 07-05-1960 | Nuevo Circo de Caracas, Venezuela                     | Pelea Por el título de Peso ligero Venezolano                                                             |
| G                                          | 15-0-2  | Alfredo Urbina            | UD                        | 12         | 21-04-1960 | Gran Auditorio Olímpico, Los Ángeles, California, USA | |
| G                                          | 14-0-2  | Gil Cadilli               | PTS                       | 10         | 01-04-1960 | Caracas, Venezuela                                    | |
| G                                          | 13-0-2  | Daevy Moore               | TKO                       | 7 (10)     | 14-03-1960 | Nuevo Circo de Caracas, Venezuela                     | |
| G                                          | 12-0-2  | Baby Vásquez              | KO                        | 3 (10)     | 25-01-1960 | Caracas, Venezuela                                    | |
| G                                          | 11-0-2  | Rocky Randell             | KO                        | 6 (10)     | 14-12-1959 | Caracas, Venezuela                                    | |
| Empate                                     | 10-0-2  | Doug Vaillant             | SD                        | 10         | 02-11-1959 | Caracas, Venezuela                                    | |
| G                                          | 10-0-1  | Rodolfo Francis           | UD                        | 10         | 31-08-1959 | Nuevo Circo de Caracas, Venezuela                     | |
| Empate                                     | 9-0-1   | Angel Robinson García     | SD                        | 10         | 12-08-1959 | La Habana, Cuba                                       | |
| G                                          | 9-0     | Luke Easter               | PTS                       | 8          | 19-06-1959 | Madison Square Garden, Nueva York, EE. UU.            | |
| G                                          | 8-0     | Isidro Rodríguez          | TKO                       | 4 (8),     | 06-06-1959 | Maracaibo, Venezuela                                  | |
| G                                          | 7-0     | Pedro La Barrere          | TKO                       | 4 (8),     | 16-05-1959 | La Habana, Cuba                                       | |
| G                                          | 6-0     | Francisco Avispón Serrano | TKO                       | 6 (8),     | 02-05-1959 | La Habana, Cuba                                       | |
| G                                          | 5-0     | Angel Chapman Martínez    | KO                        | 1 (8),     | 17-04-1959 | Santa Clara, Cuba                                     | |
| G                                          | 4-0     | Isaac Espinosa            | TKO                       | 6 (6),     | 04-04-1959 | La Habana, Cuba                                       | Pelea en peso Superligero                                                                                 |
| G                                          | 3-0     | Reinaldo Márquez          | TKO                       | 2 (6),     | 21-03-1959 | La Habana, Cuba                                       | Pelea en peso ligero                                                                                      |
| G                                          | 2-0     | Armando Castillo          | TKO                       | 2 (6),     | 07-03-1959 | La Habana, Cuba                                       | Pelea en peso Superpluma                                                                                  |
| G                                          | 1-0     | Félix Gil                 | TKO                       | 3 (6),     | 26-01-1959 | Nuevo Circo de Caracas, Venezuela,                    | Debut Profesional                                                                                         |

| Predecesor: Eddie Perkins | Campeón Mundial Superligero de la AMB 18-01-1965 a 29-04-1966 | Sucesor: Sandro Lopopolo |

| Predecesor: Eddie Perkins | Campeón Mundial Superligero de la CMB 18-01-1965 a 29-04-1966 | Sucesor: Sandro Lopopolo |

### Videos
- Youtube: Morocho Hernández, primer campeón mundial venezolano
- Paolo Rossi y Carlos Morocho Hernández. Madison Square Garden. Nueva York. 1962
- Nicolino Locche y Carlos Morocho Hernández. Luna Park. Buenos Aires. 1969

- Datos: Q116207